# روبرت تي مارش
روبرت تي مارش (بالإنجليزية: Robert T. Marsh)‏ هو ضابط أمريكي، ولد في 3 يناير 1925 في إنديانا في الولايات المتحدة، وتوفي في 28 ديسمبر 2017 في ستيرلينغ ‏ في الولايات المتحدة.